# Maria Grengg
Maria Grengg (* 26. Februar 1888 in Stein an der Donau, Niederösterreich; † 8. Oktober 1963 in Rodaun, Wien) war eine dem Nationalsozialismus nahestehende, österreichische Autorin von Heimatromanen, Malerin und Illustratorin von Kinderbüchern.

## Leben

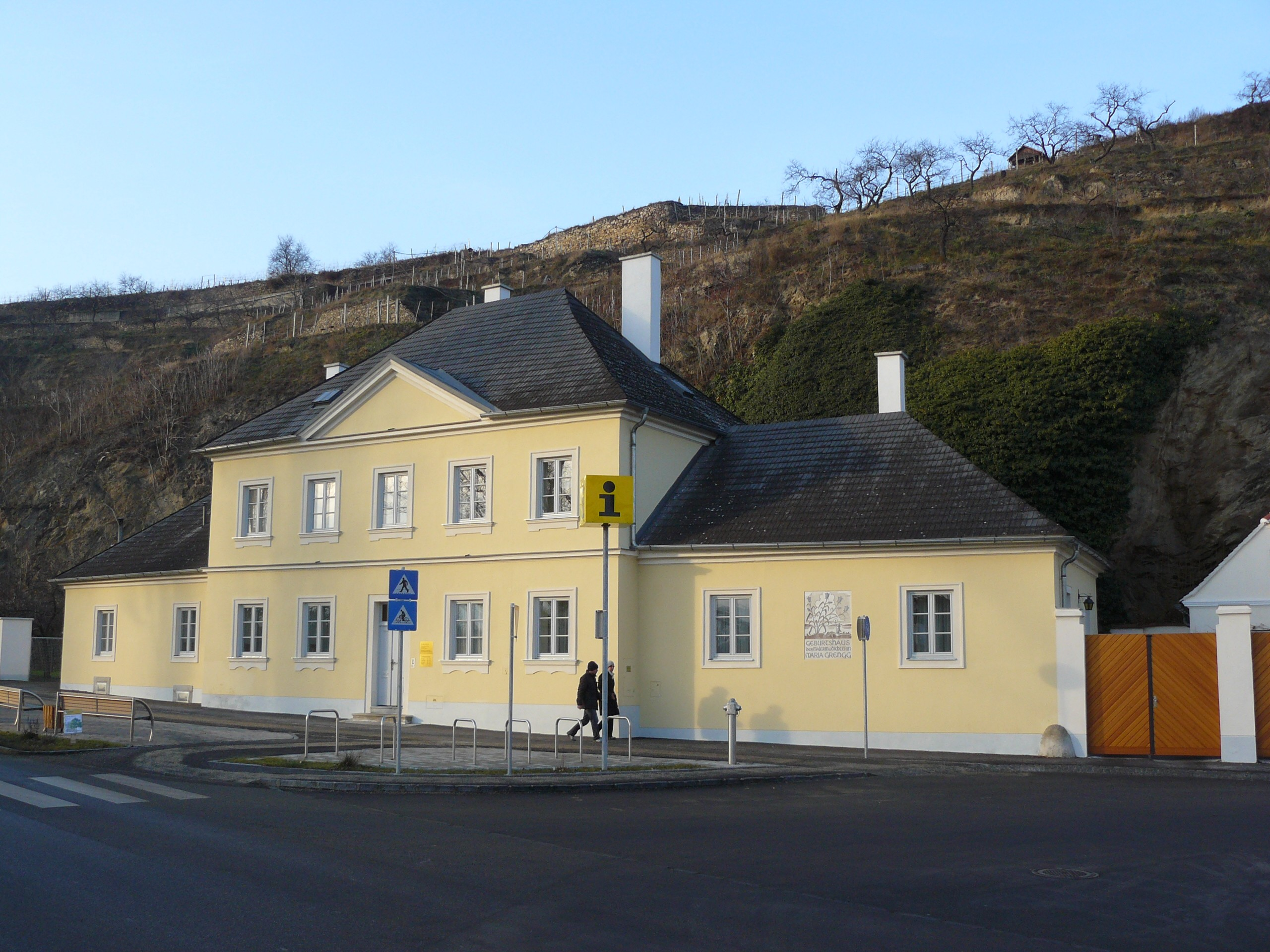
Geburtshaus in Stein an der Donau

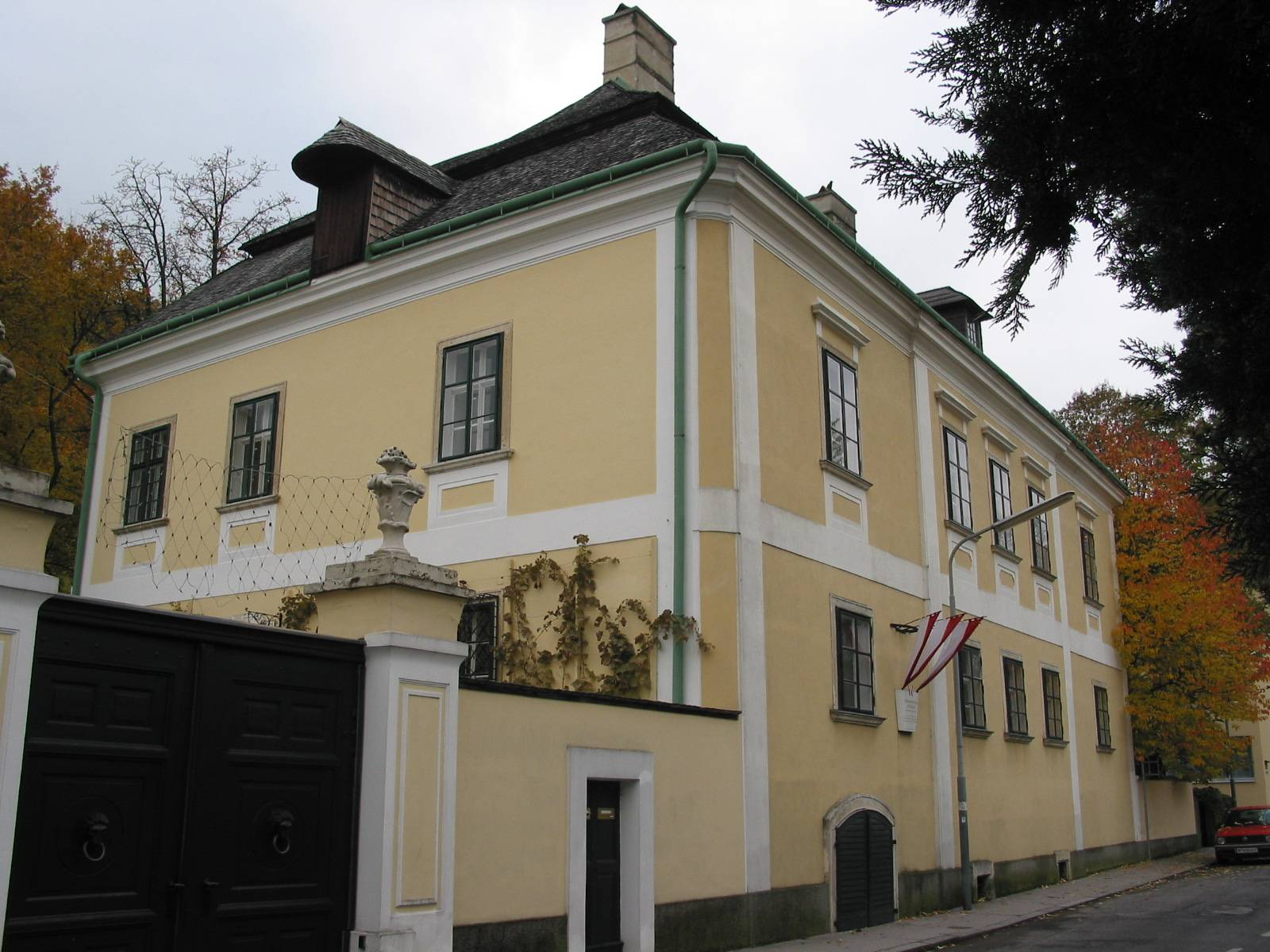
Hofmannsthal-Schlössl in Rodaun

Maria Grengg wuchs in der Wachau auf und besuchte mit 17 Jahren die Kunstgewerbeschule Wien, wo sie bald Meisterschülerin von Koloman Moser wurde. Während dieser Zeit begann sie auch zu schreiben. Von 1915 an lebte sie in Perchtoldsdorf außerhalb Wiens. Der literarische Durchbruch gelang ihr im Jahre 1930 mit dem Roman Die Flucht zum grünen Herrgott. Zu Beginn der 1940er Jahre bezog sie das Hofmannsthal-Schlössl in Rodaun bei Wien, wo sie bis zu ihrem Tode lebte.
Maria Grengg war eigenen Angaben zufolge von 1936 bis 1938 Mitglied der Vaterländischen Front.
Grenggs Heimatromane fanden große Zustimmung bei den Nationalsozialisten, mit denen die Autorin sympathisierte. 1935 schrieb sie eine Hymne auf Adolf Hitler. Zum „Anschluss“ Österreichs an das Deutsche Reich im Jahr 1938 ließ sie sich öffentlich mit den Worten zitieren: „Als Adolf Hitler kam und uns nur mit seinem großen Herzen nahm, wußte ich beglückt, daß jetzt alles gut sei und daß dieser seit je geliebte, größte Sohn meiner Heimat sie mir jetzt wiederschenkt!“ Grengg beantragte am 27. Februar 1940 die Aufnahme in die NSDAP und wurde zum 1. April desselben Jahres aufgenommen (Mitgliedsnummer 7.883.977). Zu Ehren Hitlers, der 1889 geboren wurde, gab sie im Einvernehmen mit ihrem Verlag 1889 als ihr offizielles Geburtsjahr an. In ihren Romanen der dreißiger Jahre äußerte sie offen nationalsozialistisches Gedankengut. In ihrem Aufnahmeantrag für die Reichsschrifttumskammer im April 1938 gab sie an: 

„In meinen Büchern geht es mir darum, die Ideen des Nationalsozialismus in künstlerische Form zu kleiden und sie so dem Volke in leicht faßlicher Art zu vermitteln.“

 Die Reichsschrifttumskammer stellte 1939 Grenggs Engagement im Sinne des Nationalsozialismus fest und hob ihre Vorträge und Dichterlesungen an Universitäten, beim NS-Lehrerbund und in Führerinnenlagern des BDM hervor. 1943 wurde Grengg als „unentbehrlich“ eingestuft und damit vom Arbeitseinsatz befreit.
Nach Ende des Zweiten Weltkrieges beschränkte Maria Grengg sich auf die Malerei und auf das Schreiben selbst illustrierter Jugendbücher.
Sie wurde in einem Ehrengrab auf dem Perchtoldsdorfer Friedhof (Gruppe 2, Nummer 13) bestattet.

## Künstlerisches Schaffen
Maria Grengg schrieb vor allem volkstümliche Romane und Novellen. Sie ließ deren Handlung vorwiegend in ihrer Heimat spielen.
In Grenggs 1938 erschienenem Roman Die Kindlmutter verarbeitete sie offen nationalsozialistisches Gedankengut und gab sich als Deutschnationale zu erkennen. Der Roman spielt in einem alten Herrschaftshaus an der Grenze zu Ungarn, „wo die türkische Sturmflut heraufgebraust ist gegen das Österreich und den ganz großen Jammer, das Feuer, den Mord und den tausendfachen Tod der Sklaverei ausgeschüttet hat über die, so ihre Heimstatt gehabt haben hier am Uferrand gegen Asien“. Die Hauptfigur des Romans, Christiane, ist Witwe und Mutter dreier Kinder. Ihr Mann wurde von „Zigeunern“ ermordet, doch schließlich findet sie in dem jungen Lehrer Wolfram eine neue Liebe. Christiane wird als „Mutter aller Mütter“ porträtiert, die in der Kindererziehung ihr Lebensglück findet. Für den ideologischen Hintergrund des Romans sorgt die Figur des alten Doktors, der Christiane für ihre Wiederverheiratung Mut zuspricht: „Soll wirklich nur das Gesindel seine Brut vermehren? Sind wirklich nur mehr die Zigeunerweiber stolz auf ihre vielen Kinder? (…) Wir brauchen nach diesem Krieg, der das Mindere und Fremdrassige gehütet hat im Hinterland und das Beste hat ausgelesen zum Sterben und Verderben, wieder Edelmenschen! (…) Solche Frauen wie Sie, Christiane, die müssen der entseelten Welt wieder die künftigen Edlen und Großen und Helden und die schönen herzstarken Mädchen schenken! Solche Frauen müssen die wertigen, die wirklich neuzeitigen Menschen aufziehen! (…) Eine solche Frau gehört uns Deutschen allen.“
1946 wurde ihr Buch Zeit der Besinnung in Österreich in die Liste der gesperrten Autoren und Bücher aufgenommen. Die Kindlmutter wurde in der Deutschen Demokratischen Republik auf die Liste der auszusondernden Literatur gesetzt. 1947 erhielt Grengg auf Antrag der ÖVP vom Österreichischen Bundespräsidenten Karl Renner Sühneerlass.

## Auszeichnungen und Ehrungen

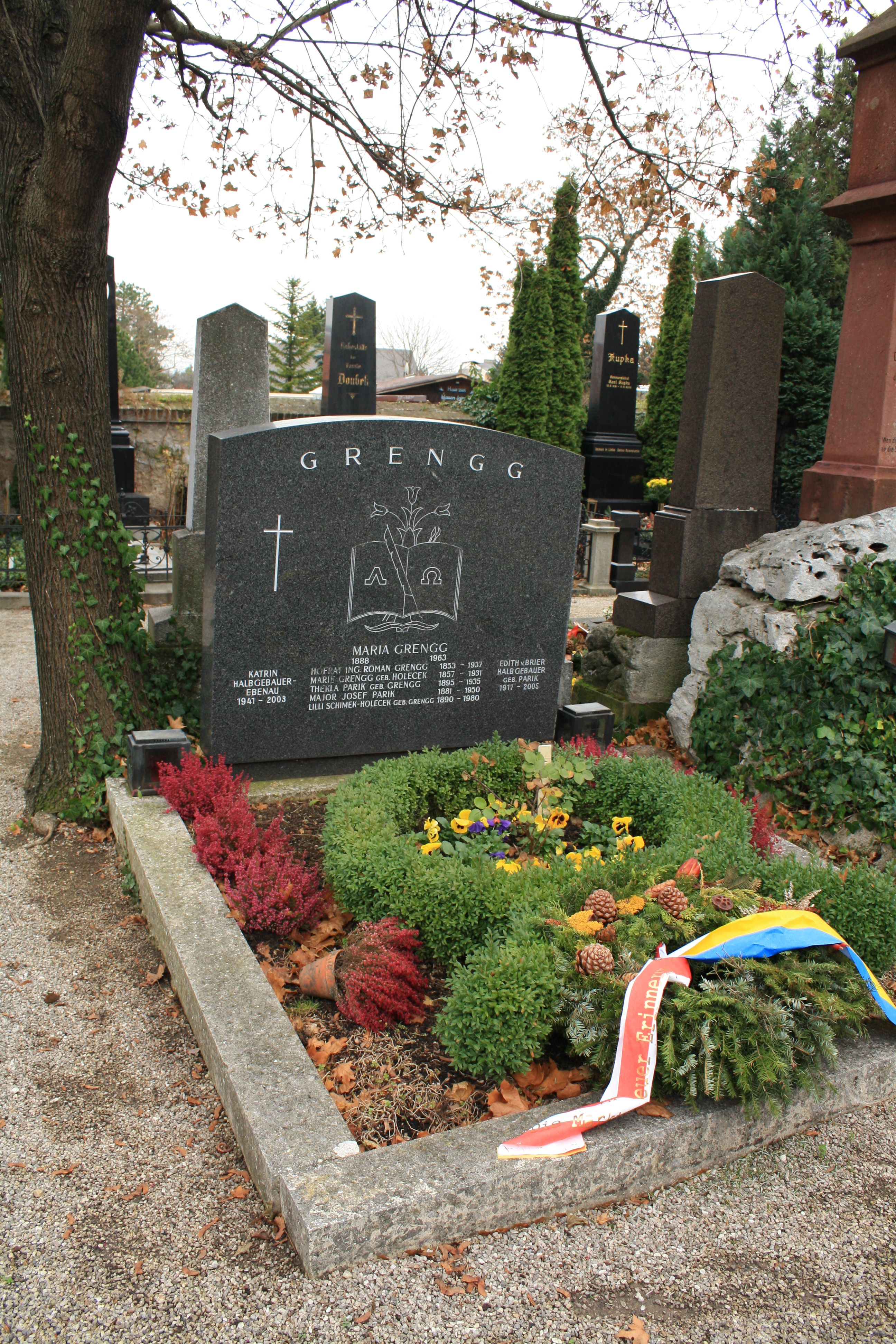
Ehrengrab von Maria Grengg am Perchtoldsdorfer Friedhof

- 1937 Österreichischer Staatspreis für Literatur für die Novellensammlung Starke Herzen
- 1956 Martin-Johann-Schmidt-Preis der Stadt Krems an der Donau
- 1958 Ehrenplakette des Landes Niederösterreich
- 1960 Preis der niederösterreichischen Landesregierung für das Freilichtspiel Die Hochzeit im Görthof
- 1962 Anbringung einer Gedenktafel an Grenggs Geburtshaus, dem Schiffmeisterhaus in Stein[14] durch die Stadtgemeinde Krems
- 1963 Kulturpreis des Landes Niederösterreich[8]
- 1966 wurde am 8. Oktober anlässlich des dritten Jahrestags ihres Todes die „Maria Grengg-Gesellschaft“ in Krems an der Donau gegründet
- Straßenbenennungen und -umbenennungen
  - Am 18. Dezember 1967 wurde die Meierhofgasse in Wien-Liesing  (23. Bezirk), Rodaun in Maria-Grengg-Gasse umbenannt.⊙ Anfang 2016 wurde eine Erläuterungstafel dazu montiert, die auf sozialen Medien wegen ihrer sanften Formulierung („Problematisch in ihrer Biographie …“) kritisiert wurde.[15]
  - 1990 wurde in Krems-Stein (Geburtsort) eine Maria Grengg-Gasse benannt. Im Februar 2021 beschloss der Gemeinderat der Stadt Krems nach einem Historikerbericht von Robert Streibel, der ihre befürwortende Einstellung zum Nationalsozialismus darlegte,[16] die Gasse nach der Pädagogin Margarete Schörl umzubenennen, was am 27. April 2021 geschah. Unter einer dunkelblauen Straßentafel „Margarete-Schörl-Gasse“ wurde eine gleichfarbige Erläuterungstafel zur Pädagogin montiert und nochmals darunter eine weiße zur Dichterin Grengg und der Geschichte der Straßenbenennung.[17]
  - Auch in Perchtoldsdorf gibt es eine Maria-Grengg-Gasse. ⊙

## Werke
- Die Flucht zum grünen Herrgott, Roman, 1930
- Peterl. Roman aus dem schönen österreichischen Donauland, 1932
- Die Liebesinsel, Roman, 1934
- Das Feuermandl, Roman, 1935
- Edith ganz im Grünen. Roman für die Jugend, 1934
- Der murrende Berg, Erzählung, 1936
- Starke Herzen
  - 1. Der Flüchtling, Novelle, 1936
  - 2. Der Henker, Novelle, 1936
  - 3. Der Räuber, Novelle, 1936
  - 4. Die Siegerin, Novelle, 1936
  - 5. Die Venus, Novelle, 1936
- Niederösterreich, das Land unter der Enns, 1936
- Der Nußkern, Erzählung, 1937
- Die Kindlmutter, Roman, 1938
- Die Tulipan, Novelle, 1938
- Zeit der Besinnung. Ein deutsches Andachtsbuch, 1939
- Lebensbaum, Roman, 1944
- Die letzte Liebe des Giacomo Casanova, Novelle, 1948
- Schmerzensmutter, Novelle, 1948
- Brief aus Belgrad 1717, Novelle, 1948
- Das Hanswurstenhaus, Roman, 1951
- Ein Herz brennt in der Dunkelheit, 1955
- Der Wunschgarten, 1962

### Herausgebertätigkeit
- Wie schön blüht uns der Maien. Frühlings- und Liebeslieder der deutschen Dichtung, 1940